# Леван Кобіашвілі
Леван Кобіашвілі (груз. ლევან კობიაშვილი, нар. 10 липня 1977, Тбілісі) — грузинський футболіст, що грав на позиції півзахисника і захисника, зокрема за низку німецьких команд. Двічі визнавався Грузинським футболістом року в 2000 та 2005 роках.
Від жовтня 2015 року обіймає посаду президента Грузинської футбольної федерації.

## Клубна кар'єра
У дорослому футболі дебютував 1993 року виступами за тбіліську «Авазу». З наступного сезону почав грати за «Металург» (Руставі), а ще за рік став гравцем тбіліського «Динамо».
1997 року виступав на умовах оренди за російську «Аланію», а наступного року на умовах піврічної оренди приєднався до німецького «Фрайбурга». Влітку 1998 року «Фрайбург» викупив контракт Кобіашвілі, який протягом наступних п'яти років був одним з ключових гравців команди.
Своєю грою за останню команду привернув увагу представників «Шальке 04», до складу якого приєднався 2003 року. Відіграв за клуб з Гельзенкірхена наступні шість сезонів своєї ігрової кар'єри. Більшість часу, проведеного у складі «Шальке», був основним гравцем команди.
Завершив професійну ігрову кар'єру в берлінській «Герті», за яку виступав протягом 2010—2014 років.

## Виступи за збірну
1996 року дебютував в офіційних матчах у складі національної збірної Грузії. Протягом кар'єри у національній команді, яка тривала 16 років, провів у формі головної команди країни рівно 100 матчів.

## Титули і досягнення

### Командні
- Чемпіон Грузії (1):

«Динамо» (Тбілісі): 1995-96
- Володар Кубка Грузії (1):

«Динамо» (Тбілісі): 1995-96
- Володар Суперкубка Грузії (1):

«Динамо» (Тбілісі): 1996
- Володар Кубка Інтертото (2):

«Шальке 04»: 2003, 2004
- Володар Кубка німецької ліги (1):

«Шальке 04»: 2005

### Особисті
- Грузинський футболіст року (2): 2000, 2005